# Фантоцци против всех (фильм)
«Фантоцци против всех» (итал. Fantozzi contro tutti) — кинофильм. Экранизация книги Паоло Виладжио «Фантоцци против всех». Сиквел фильмов «Фантоцци» и «Фантоцци Второй Трагический», третья часть декалогии.

## Сюжет
Уго Фантоцци — мелкий скромный бухгалтер, боящийся почти всего на свете и вечно попадающий в какие-то нехорошие истории. Он панически боится своего шефа, на которого проработал 17 лет, и жены, с которой прожил 20 лет. К унижениям на работе опять добавляются личные проблемы. Ночи, проведенные перед телевизором в поисках какого-нибудь эротического фильма. Забавная слежка за женой, увлеченной брутальным булочником.

## В ролях
| Актёр              | Роль                              |
| ------------------ | --------------------------------- |
| Паоло Виладжио     | Уго Фантоцци                      |
| Жижи Редер         | бухгалтер Филлини                 |
| Милена Вукотич     | Пина, жена Фантоцци               |
| Плинио Фернандо    | Марианджела, дочь Фантоцци        |
| Джузеппе Анатрелли | Геом Гальбони                     |
| Пол Мюллер         | новый Мегадиректор, виконт Кобрам |
| Ларс Блох          | Мегапрезидент Арканджело          |